# 巴特贝林根
巴特贝林根（德語：Bad Bellingen，發音：[baːt ˈbɛlɪŋən]）是德国巴登-符腾堡州弗赖堡行政区勒拉赫县的市镇，面积16.93平方千米，2023年12月31日人口为5,182人。